# Соза и Мелу, Марсиу ди
Ма́рсиу ди Со́за и Ме́лу (порт. Márcio de Sousa Melo; 26 мая 1906, Флорианополис, Санта-Катарина — 31 января 1991, Рио-де-Жанейро) — бразильский военный и государственный деятель, генерал ВВС. Один из членов военной хунты 1969 года, которая управляла Бразилией в течение 60-ти дней с 31 августа по 30 октября 1969 года.
Поступил на службу в ВВС Бразилии 31 марта 1925 года, 20 января 1928 года получил первое офицерское звание, 9 августа 1928 года произведён в старшие лейтенанты, 14 августа 1930 года в капитаны, 16 июня 1933 года в майоры, 7 сентября 1938 года в подполковники, 20 декабря 1941 года в полковники, 1 ноября 1946 года в бригадные генералы, 10 апреля 1954 года в генерал-майоры, 2 апреля 1961 года в маршалы авиации.
Занимал пост министра авиации в период президентства Кастелу Бранку с 15 декабря 1964 по 11 января 1965 года, и президентства Коста-и-Силва с 15 марта 1967 до 31 августа 1969 года.
Сохранил пост министра авиации, в качестве члена военной хунты, с 31 августа по 30 октября 1969 года, а также при президенте Эмилиу Гаррастазу Медиси с 30 октября 1969 до 29 ноября 1971 года.